# Karlsbaderbröd
Karlsbaderbröd är en form av vetebröd, förr vanligt som kaffebröd i form av karlsbaderlängd. 
Namnet kommer från den västböhmiska staden och kurorten Karlsbad, på tjeckiska Karlovy Vary, i Tjeckien. Kurortens vatten var gulfärgat av någon form av oxiderat ämne, som gjorde att vetebröden bakade med detta vatten också blev gulaktiga. Karlsbaderbröd i dag är en vetedeg med tillsats av ägg och en del mördeg, vilket gör brödet gulaktigt och något fastare än ett vanligt vetebröd.

### Webbkällor
- ”Fakta: Karlsbaderbröd”. Spisa.nu. https://www.spisa.nu/fakta/karlsbaderbrod. Läst 17 oktober 2020.